# Јожеф Покорни
Јожеф Покорни (мађ. Pokorny József; Будимпешта, 17. јул 1882 — Будимпешта, 17. март 1955), био је мађарски фудбалер и репрезентативац Мађарске.
Био је први стрелац Ференцвароша у лиги. Године 1925. поклонио је своју земљу тада самосталном граду Будатетењ. Земљу је поклонио да би се саградио спортски центар а ту је основан фудбалски клуб Будатетењ СЕ основан 1925. године на тада већ развијеном спортском комплексу. Данас спортски центар носи име Јожеф Покорни.

## Каријера

### У клубу
Играо је у Ференцварошу између 1901. и 1905. године. Наступио на укупно 72 утакмице (49 лигашких, 13 међународних, 10 домаћих утакмица) и постигао 62 гола (43 лигашка, 19 осталих). Био је први стрелац Ференцвароша у првенствој сезони 1904 са 12 постигнутих голова из 16 утакмица.

### У репрезентацији
У периоду између 1902. и 1905. године наступио је у репрезентацији 5 пута и постигао 5 голова.

## Успеси

### Ференцварош
- NB I
  - шампион: 1903, 1905
  - 2.: 1902, 1904
  - 3.: 1901
  - Најбољи стрелац лиге 1904 (12 голова)
- Најбољи играч првенства
  - Победник: 1903, 1904